# تاماس تاكاس (لاعب كرة قدم)
تاماس تاكاس (20 فبراير 1991 بسوبتيتسا في صربيا - ) هو لاعب كرة قدم صربي في مركز الهجوم. لعب مع نادي أو إف كيه بيوغراد ونادي دبرتسني ونادي ديوسجوري وSzigetszentmiklósi TK ‏ وKozármisleny SE ‏ وفودبالسكي كلوب.

## وصلات خارجية
- تاماس تاكاس على موقع قاعدة بيانات كرة القدم.إي يو (الإنجليزية)
- تاماس تاكاس على موقع قاعدة بيانات كرة القدم.إي يو (الإنجليزية)
- تاماس تاكاس على موقع Soccerway.com (الإنجليزية)
- تاماس تاكاس على موقع عالم كرة القدم.نت (الإنجليزية)